# Giovanna Fletcher
Giovanna Fletcher (Giovanna Holly-Ann Falcone ur. 29 stycznia 1985 w Esseksie) – brytyjska pisarka, aktorka, blogerka, vlogerka i niezależna dziennikarka.

## Życie prywatne
Jest siostrą Mario Falcone, grającego w serialu "The Only Way Is Essex".
Swoją edukację artystyczną rozpoczęła w Sylvia Young Theatre School w Londynie, gdzie poznała Toma Fletchera. W 2006 roku ukończyła Rose Bruford College w Londynie.
12 maja 2012 roku poślubiła Toma Fletchera, członka pop rockowego zespołu McFly. Para poznała się, kiedy mieli po 13 lat w Sylvia Young Theatre School, tam też w kwietniu 2011 roku Giovanna przyjęła oświadczyny. 13 marca 2014 roku na świat przyszedł ich syn Buzz Michaelangelo. 16 lutego 2016 urodził się ich drugi syn Buddy Bob. 24 sierpnia 2018 na świat przyszedł ich trzeci syn Max Mario.

## Pozostała działalność
Wystąpiła w filmie "Radio na fali" oraz serialu "The Savages".
Razem z mężem nagrywa covery, które umieszcza w serwisie YouTube.
Nagrali razem własną wersję singla zespołu McFly "Love is on the Radio" (Me & Mrs F Mix), która była dostępna w serwisie iTunes.
W grudniu 2017 wystąpiła w wystawionej w Londynie muzycznej produkcji "The Christmasaurus LIVE!" z utworami napisanymi przez Toma Fletchera.
Ma swój podcast Happy Mum, Happy Baby, w którym rozmawia z innymi rodzicami. W jednym z odcinków pojawiła się Księżna Cambridge, Kate.
W 2020 roku została zwyciężczynią 20. edycji programu "I'm a Celebrity...Get Me Out of Here!".